# Eryops
Az Eryops egy félig vízi életmódot folytatott kétéltűszerű nem, melynek fosszíliáit főként a kora perm időszakban (mintegy 295 millió évvel ezelőtt) keletkezett Admiral Formációban találták meg a Texas állambeli Archer County, valamint Új-Mexikó állam területén, de töredékes maradványai az Amerikai Egyesült Államok keleti részein is előkerültek. Neve – melynek jelentése „kihúzott arc”, a görög eryein = „kihúzott” és ops = „arc” szavak összetételéből –, arra utal, hogy a koponyája nagy része a szemei előtt helyezkedett el. Az Eryops átlagos hossza valamivel meghaladta az 1,5-2 métert, így kora egyik legnagyobb szárazföldi állata volt. A tömege nagyjából 90 kilogramm lehetett. Feltehetően kevés ragadozó vadászott rá, de könnyű préda lehetett például a nagyobb méretű Dimetrodon számára, amely valószínűleg az időszak csúcsragadozója volt. Számos teljes Eryops csontvázat találtak a kora perm időszaki rétegekben, de leggyakrabban a koponya lemezei és fogai kerülnek elő. Habár nem volt közvetlen leszármazottja, ez az egyik legjobban ismert perm időszaki kétéltű, mely jó példával szolgál a természet mérnöki munkájára.
Az Eryops egyaránt sikeresen adaptálódott a vízi és a szárazföldi környezetben történő mozgáshoz. Megőrizte és finomította hal őseire utaló jellegzetességeinek többségét. Erős végtagjai megtartották és hordozták a testét, amikor a vízen kívül tartózkodott. Megvastagodott, erős gerince meggátolta, hogy a teste meghajoljon a saját súlyától. Emellett pedig csökevényes hal állcsontjaiból egy kezdetleges fül alakult ki, lehetővé téve, hogy az állat hallja a levegőben terjedő hangokat.
Az Eryops első faja az Eryops megacephalus nevet kapta (a megacephalus jelentése „nagy fej”).

## Anatómia

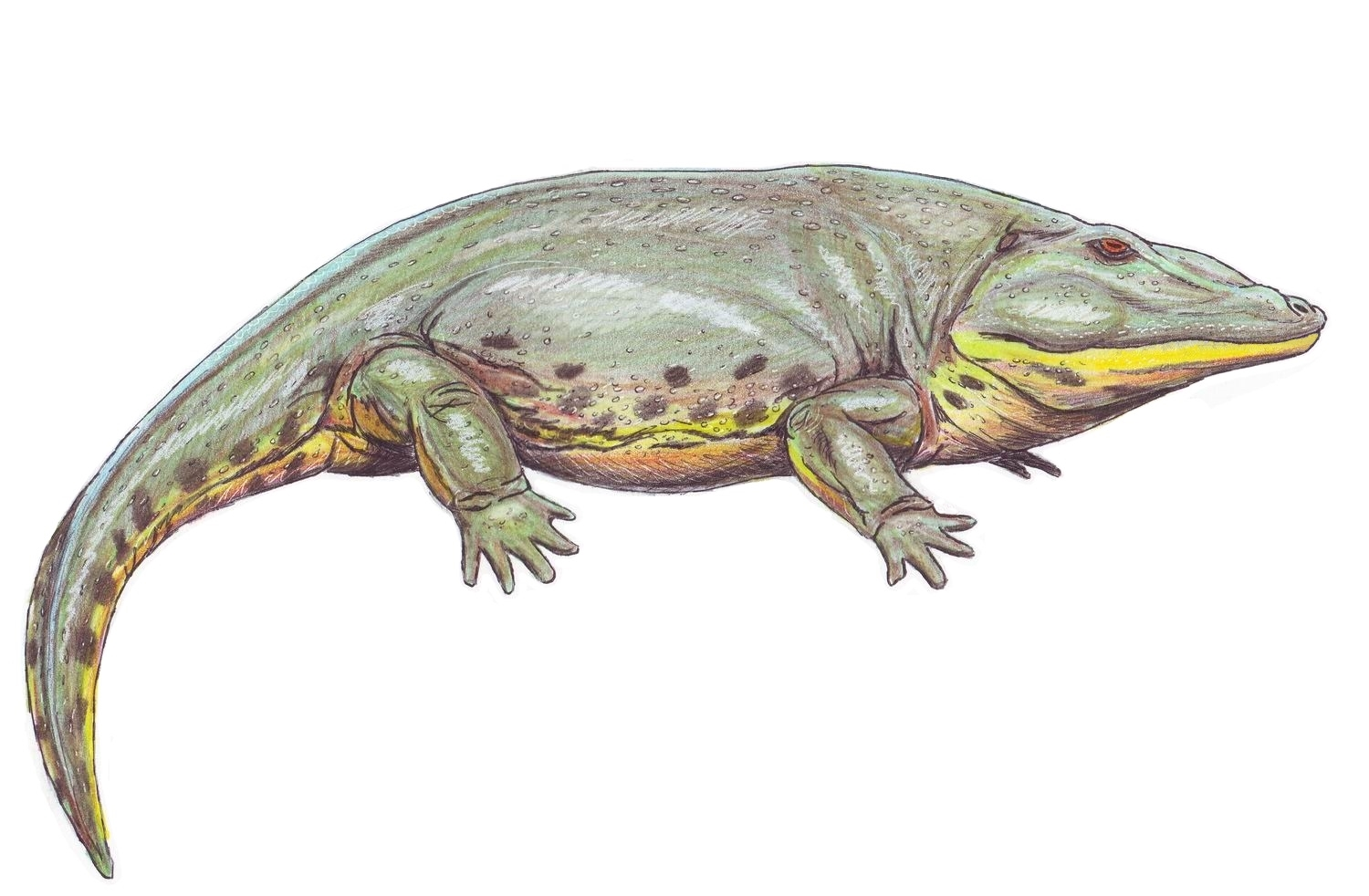
Az Eryops rekonstrukciója

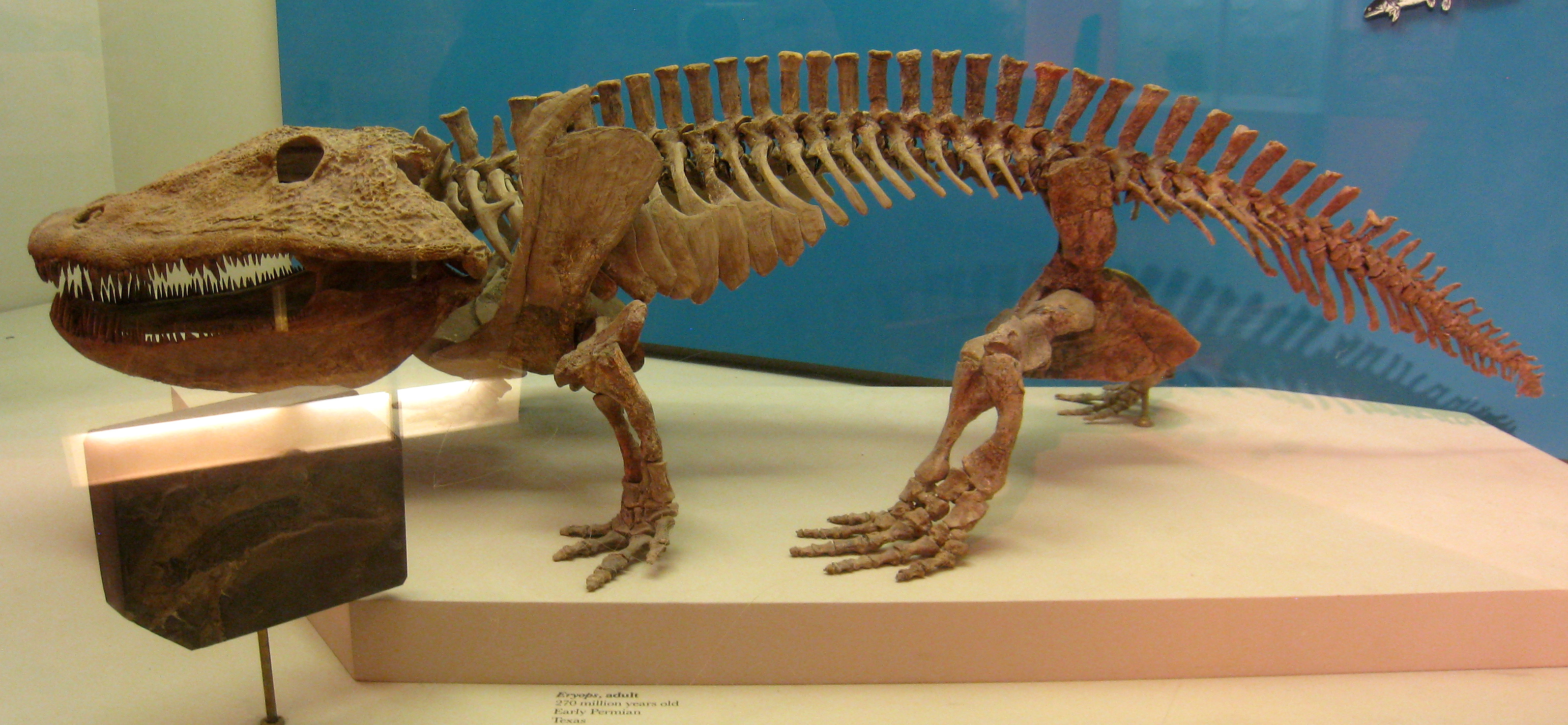
Az Eryops teljes fosszilis csontváza

Az Eryops koponyája aránylag nagy méretű, széles és lapos volt, elérte a 60 centiméteres hosszúságot. Erős állkapoccsal rendelkezett, hatalmas szájában számos éles, recés mintázatú, zománccal ellátott fog sorakozott, melyek alapján a labyrinthodontiák („labirintusfogúak”) közé sorolták be. Széles, nagyra tátható állcsontjában agyarszerű palatális fogak helyezkedtek el, ami arra utal, hogy az evés során a táplálék tehetetlengégét használta ki, azaz rágómechanizmusa nem volt, így a megragadott zsákmányt a fejét felfelé és hátrafelé rángatva dobálta egyre mélyebbre a szájában. Napjainkban ehhez hasonló módon táplálkoznak a krokodilok és az aligátorok. Az Eryops feltehetően nem volt igazán aktív állat, így az esetében a szárazföldi ragadozó életstílus bár elképzelhető, mégis kevésbé lehetett jellemző. Valószínűbb, hogy inkább a vízben levő vagy a tópartokra és a mocsarak sekély részeire vetődött halakkal táplálkozott. Ekkortájt a szárazföldi gerinctelenek nagy mennyiségben fordultak elő, így talán önmagukban is elegendő élelmet biztosítottak a számára.

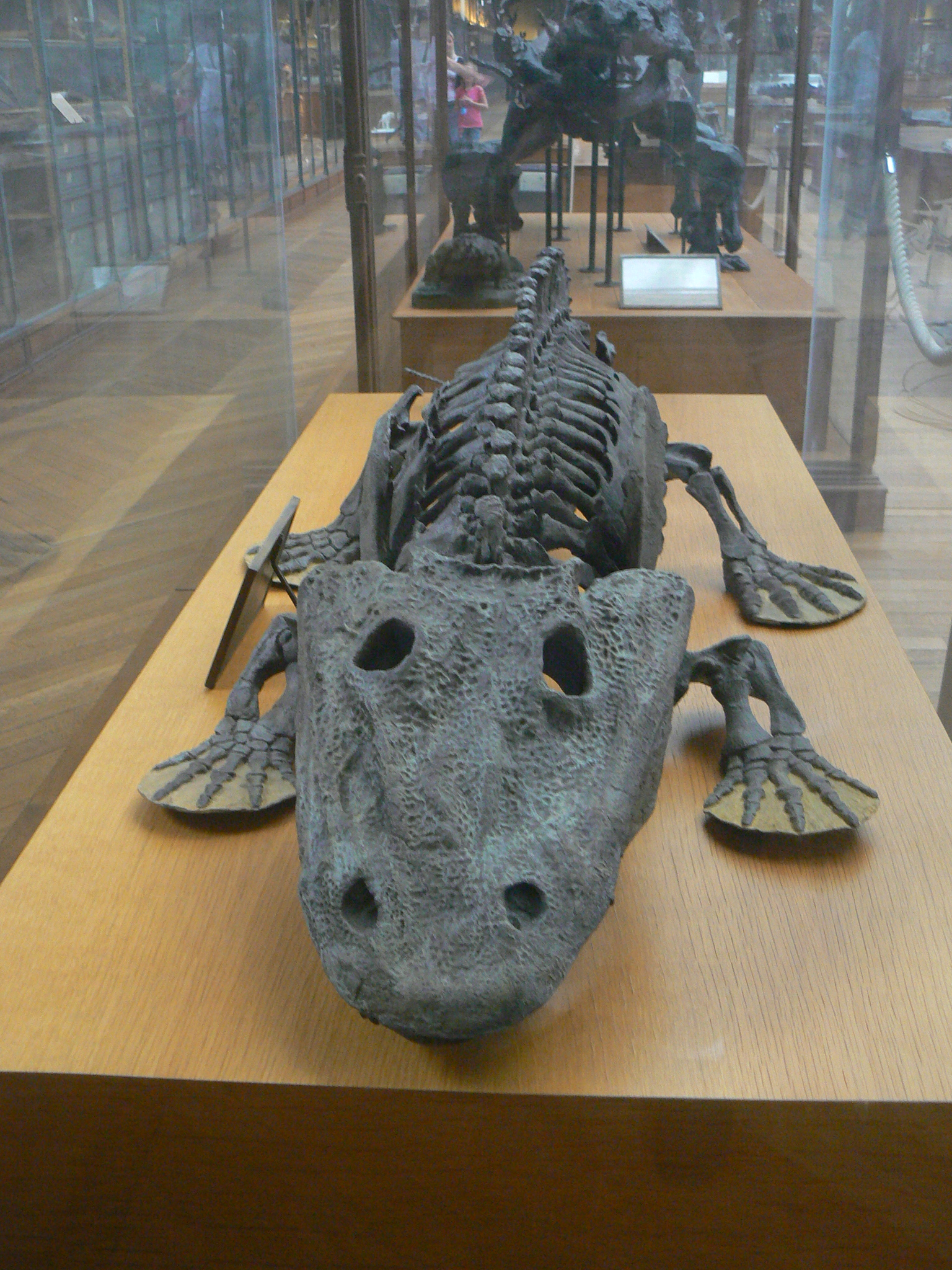
A Eryops megacephalus csontváza elölnézetből

Az Eryops szemüregei nagyok voltak és felfelé irányultak. Teste rövid és erős lábain, a talaj közelében helyezkedett el. Farka rövid volt, ami arra utal, hogy nem lehetett gyors vagy erőteljes úszó. A lapos, felső részén nagy szemekkel és orrnyílásokkal ellátott koponya alapján lopakodva vadászott a ma élő krokodilokhoz hasonlóan, és csendesen várakozott a víz alatt, ahonnan csak a szemei és az orrnyílásai látszódtak ki.

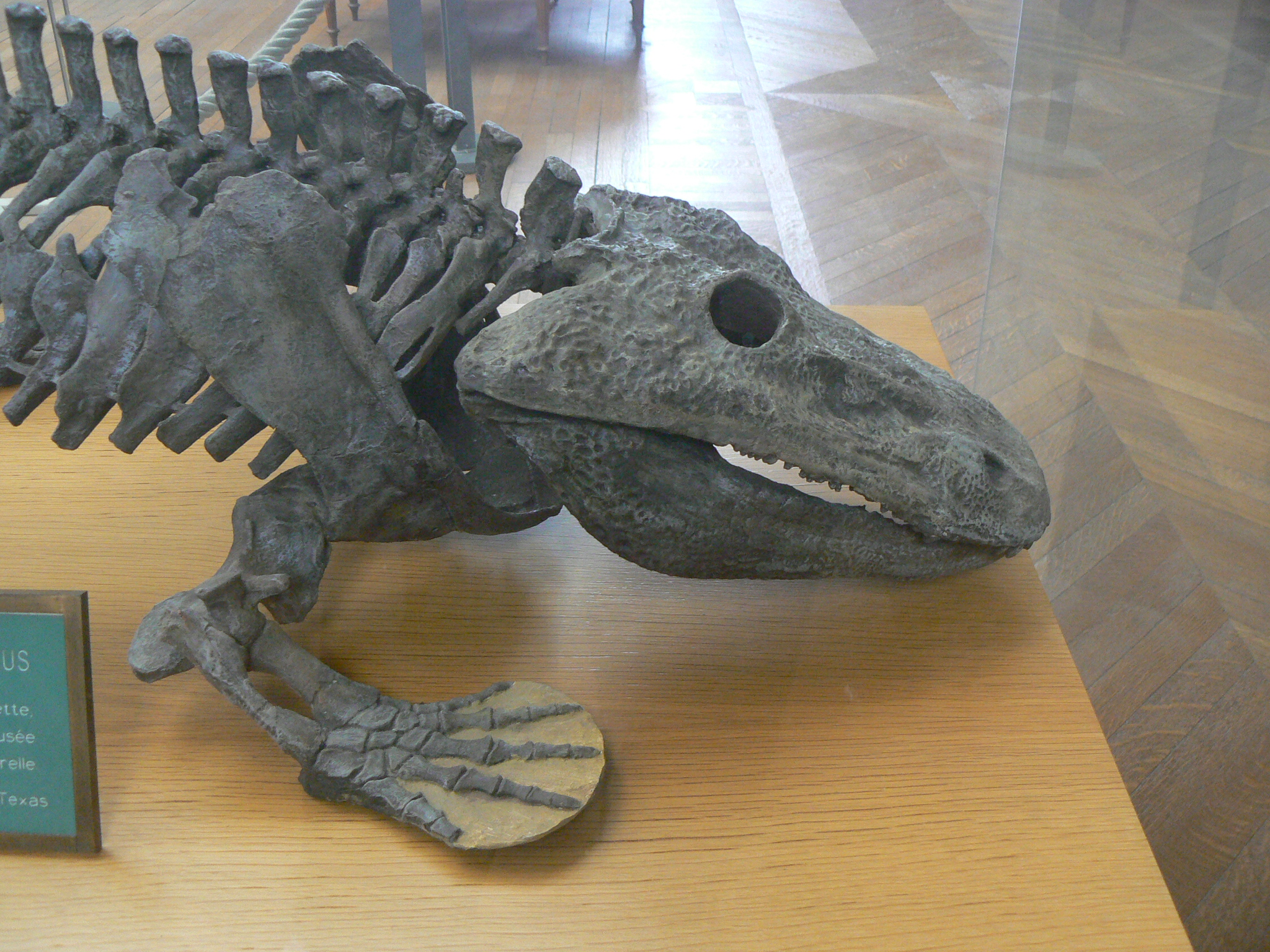
Az Eryops megacephalus csontváza oldalnézetből

Az Eryops igen fejlett vállöve nagy méretű izmok számára biztosított tapadási helyet. Még lényegesebb, hogy a vállöv elkülönült a koponyától, jobb szárazföldi mozgást téve lehetővé. A crossopterygiákra jellemző zárcsont (cleithrum) lapockává vált, a jól fejlett köztes kulcscsont pedig a mellkas alsó részén helyezkedett el. A kezdetleges kétéltűeknél a két kulcscsont és a köztes kulcscsont ventrálisan növekedett, egy széles mellkasi lemezt kialakítva, az Eryopsra azonban ez nem volt jellemző. A vállöv felső részén egy lapos, a felkarcsont beillesztésére szolgáló glenoid üreggel ellátott lapocka helyezkedett el, míg az alsó részén egy lapos hollócsőr lemez volt, ami a test középvonala felé fordult. A medenceöv szintén sokkal nagyobb volt a halakban található egyszerű lemezeknél, hogy több izom számára biztosítson tapadási helyet. Dorzálisan nagymértékben megnyúlt, és egy vagy több, speciális keresztcsonti bordán keresztül összekapcsolódott a hátgerinccel. A hátsó lábak a súly megtartása mellett a test előre hajtásához is alkalmazkodtak. A medence dorzális kiterjedése volt a csípőcsont (ilium), a széles ventrális lemezhez pedig elöl a szeméremcsont, hátul az ülőcsont (ischium) tartozott. A három csont egyetlen ponton, a medence háromszög közepén, az úgynevezett acetabulumnál találkozott, amihez a combcsontok illeszkedtek.

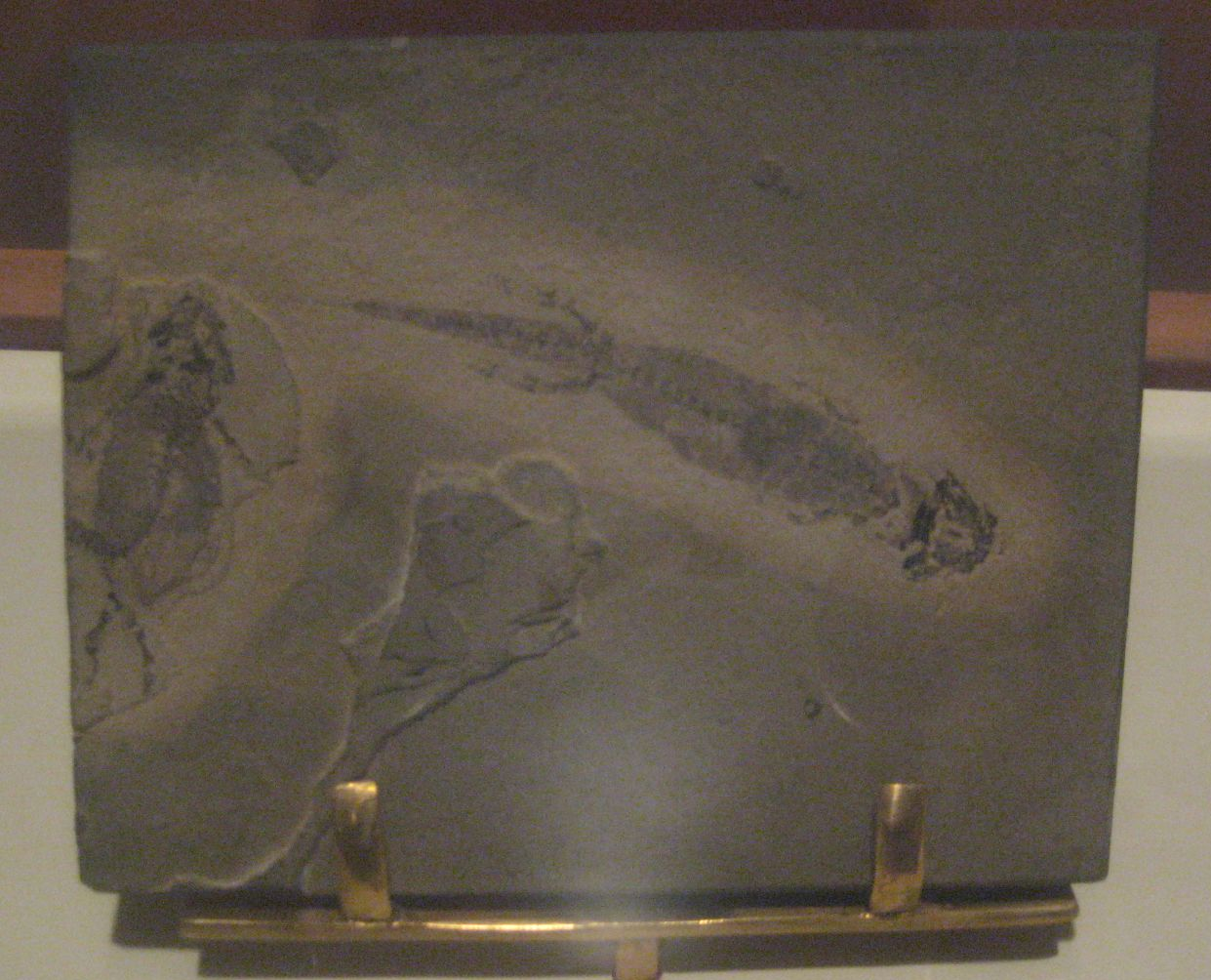
A Pelosaurus laticeps, az Eryops feltételezett ebihal állapota

Az Eryops ilio-sacralis ízületének fő erősségei az ínszalagok voltak, melyek alapján az állat szerkezetét, de nem filogenetikáját tekintve a legkezdetlegesebb embolomeri kétéltűek és a korai hüllők között helyezkedik el. Ez a jellegzetesség jóval rendszeresebben fordul elő a későbbi gerinceseknél, ahol a kötőszövet és a csípőcsontnál levő összeforrt keresztcsonti bordák további ínszalagok számára nyújtanak tapadási felületet.

## Légzés
A modern kétéltűek levegőt lélegeznek be a tüdejükbe, amely elnyeli az oxigént. Emellett nedves szájukon és bőrükön keresztül is képesek levegőhöz jutni. Mindez az Eryopsra is jellemző lehetett, de a bordái egymáshoz túl közel helyezkedtek el ahhoz, hogy könnyedén kiterjeszthessék a mellkast. Valószínűbb, hogy a belégzéshez a nyelvcsont lenyomásával kitágította a szájüregét, majd felemelte a száj alsó részét, miközben az orrüregeit zárva tartotta. A levegőt a kilégzésnél a tüdőfalakon levő rugalmas szövetek összehúzásával préselhette ki.

## Helyváltoztatás

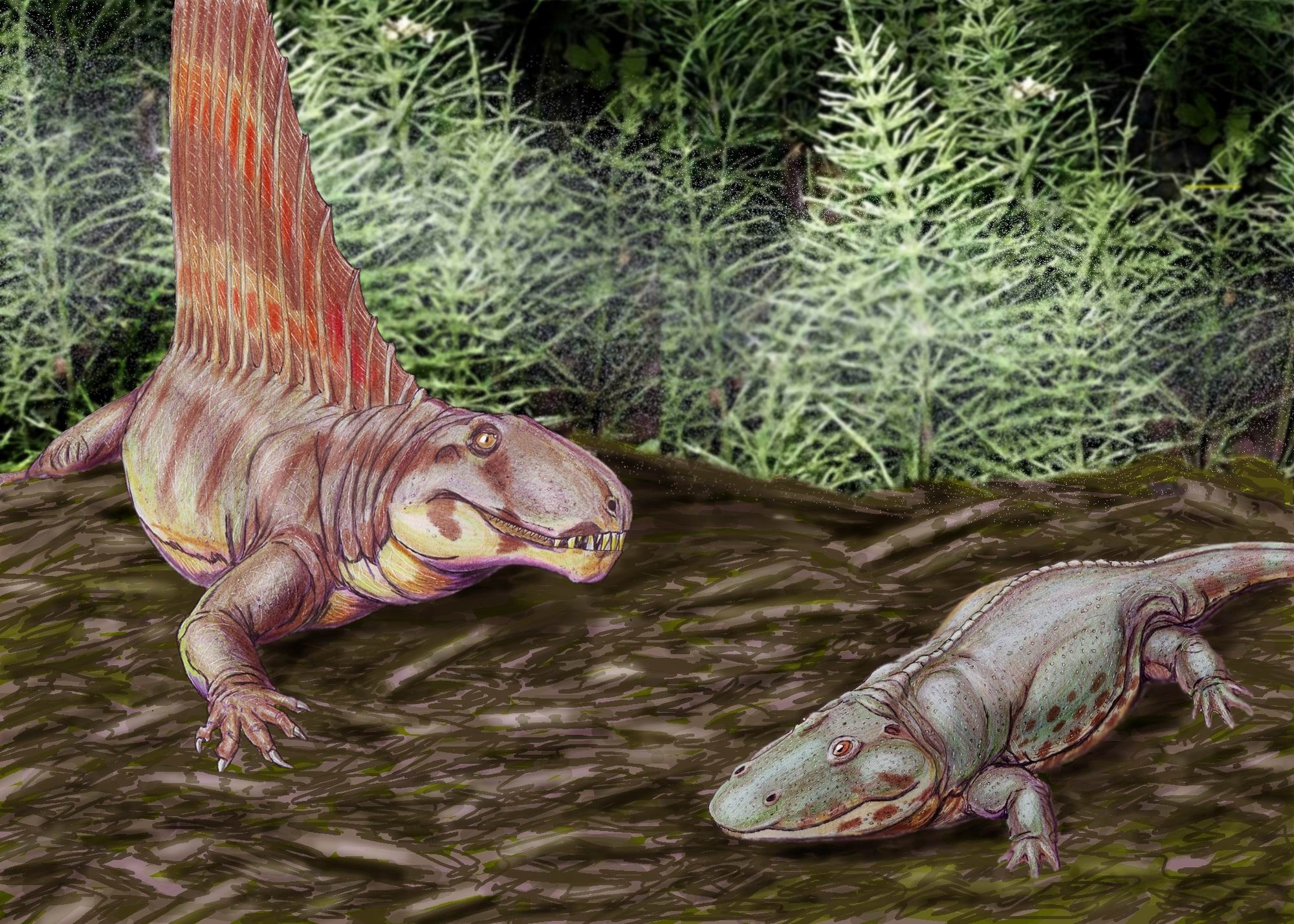
A Dimetrodon gigas és az Eryops megacephalus

A Eryops végtagjainak felső része a test két oldalán vízszintesen helyezkedett el, alsó részük pedig nagyjából derékszögben lefelé állt, a kétéltűekre jellemző módon. A súly nem a lábak felett összpontosult, hanem 90 fokban kifelé irányult az alsó lábszárak felé. Az állat az ereje nagy részét a teste járáshoz történő felemelésére fordította, így a mozgása lassú és nehézkes lehetett. Ez a fajta testhelyzet csak rövid, széles lépteket tehetett lehetővé, amit a karbon időszaki sziklákban megőrződött lábnyomok is igazolnak.
Az Eryops lábaiban levő ínszalagszerű függelékek fontosak, mert a modern szárazföldi állatok mozgását ezek csontos és kötőszövetes változatai teszik lehetővé.

## Fordítás
- Ez a szócikk részben vagy egészben  az   Eryops című angol Wikipédia-szócikk ezen változatának fordításán alapul.  Az eredeti cikk szerkesztőit annak laptörténete sorolja fel. Ez a jelzés csupán a megfogalmazás eredetét és a szerzői jogokat jelzi, nem szolgál a cikkben szereplő információk forrásmegjelöléseként.